# 블랙 워터 (2007년 영화)
블랙 워터(Black Water)는 오스트레일리아에서 제작된 앤드류 트라우키, 데이빗 너리치 감독의 2007년 모험, 스릴러 영화이다. 다이아나 글렌 등이 주연으로 출연하였고 마이클 로버트슨 등이 제작에 참여하였다.

## 출연

### 주연
- 다이아나 글렌
- 매브 더모디
- 앤디 로더레다

### 조연
- 벤 옥슨볼드
- 피오나 프레스

## 제작진
- 공동제작: 폴 코원
- 미술: 아론 크로더스

## 같이 보기
- 오스트레일리아 영화